# The Open University
La Universidad Abierta (The Open University, OU) es una universidad pública británica. Para el curso académico de 2009/10, según datos de la agencia estatal que mide los datos estadísticos acerca de la educación superior, la OU tenía matriculados 209 705 alumnos.
En 2005, en la primera encuesta nacional entre universitarios, realizada en Inglaterra, País de Gales e Irlanda del Norte (Escocia tiene competencias propias en materia de educación), Open University ocupó el primer lugar en satisfacción global, y compartió el primer puesto, con Birkbeck College (University of London) y University College Plymouth St Mark & St John, en la valoración de la calidad de la enseñanza. En 2006, repitió el primer puesto, este año incluyendo universidades en Escocia.
En 2008, ocupó el puesto 43 en el ranking de 132 universidades realizado por el Times Higher Education. 
En 2000, The Open University entregó un doctorado honorífico a Tim Berners-Lee, conocido como "el padre de la web".
En 2013, con motivo del Jubileo de diamante de la reina Isabel II, la catedrática de ciencias de la educación Eileen Scanlon fue uno de doce galardonados con el Regius Professorship. En 2019, la universidad celebró su 50 aniversario desde su fundación.
En 2019, a 50 años de la creación de la Open University, la revista IRRODL dedicó un número especial para analizar el estado actual de otras universidades abiertas en el mundo.